# مطار قوزهو
مطار قوزهو (بالصينية: 衢州机场)(إياتا: JUZ، إيكاو: ZSJU) مطار عسكري/عام يقع بمدينة كو زهو في جيجيانغ في الصين. يبلغ طول المدرج 1900 م.

## شركات الطيران والوجهات
| شركـات طيـران          | الوجهات |
| ---------------------- | --- |
| طيران الصين            | مطار بكين داشينغ الدولي، مطار جينغديو الجديد |
| طيران الصين اكسبرس     | مطار اكسو، مطار باوتو يرليبان مطار تشونغتشينغ جيانغبى الدولي، مطار قوييانغ لونغدونغابو الدولي، مطار هايكو ميلان الدولي، مطار نانينغ الدولي، مطار شيجياتشوانغ تشنغدينغ الدولي، مطار تاييوان وسو الدولي، مطار تيانجين الدولي، مطار شيان شيانيانغ الدولي، مطار شينغي، مطار تشنغتشو الدولي، مطار تشوشان بوتوشان |
| خطوط جنوب الصين الجوية | مطار قوانغتشو باييون الدولي |
| Qingdao Airlines       | مطار كونمينغ جانغشوي الدولي، مطار ساني ليجيانغ، مطار غينغادو جياودونغ الدولي |
| خطوط شاندونغ الجوية    | مطار هايكو ميلان الدولي، مطار جينان الدولي، مطار كونمينغ جانغشوي الدولي |
| خطوط زيامن الجوية      | مطار شينزين باوان الدولي |

## وصلات خارجية
- http://www.flightstats.com/go/Airport/airportDetails.do?airportCode=JUZ